# Цитбальче (муниципалитет)
Цитбальче́ (исп. Dzitbalché) — муниципалитет в Мексике, штат Кампече, с административным центром в одноимённом городе. Численность населения, по предварительным данным 2021 года, составила 17 000 человек.

## Общие сведения
Название Dzitbalche с майяского языка можно перевести как: ветка бальче.
Площадь муниципалитета равна 366,8 км², что составляет 0,6 % от общей площади штата.
Он граничит с другими муниципалитетами штата Кампече: на севере с Калькини, на востоке с Хопельченом, на юге и западе с Хесельчаканом, а также на востоке граничит с другим штатом Мексики — Юкатаном.

## Учреждение и состав
Создание муниципалитета началось в марте 2019 года, и после проведения изыскательных работ, 1 января 2021 года часть территории муниципалитета Калькини была выделена для образования нового муниципалитета Цитбальче, куда вошло 20 населённых пунктов, самые крупные из которых:
| Код INEGI                  | Населённый пункт                                                                     | Численность населения (2005 год) | Численность населения (2010 год) | Численность населения (2020 год) |
| -------------------------- | ------------------------------------------------------------------------------------ | -------------------------------- | -------------------------------- | -------------------------------- |
| 013                        | Всего                                                                                | —                                | —                                | —                                |
| 0001                       | Цитбальче (исп. Dzitbalché) 20°19′15″ с. ш. 90°03′25″ з. д. (административный центр) | 10951                            | 11686                            | 13208                            |
| —                          | Бакабчен (исп. Bacabchén) 20°17′20″ с. ш. 90°03′22″ з. д.                            | 2345                             | 2527                             | 3128                             |
| Названия на карте Генштаба |                                                                                      |                                  |                                  |                                  |